# 长穗马先蒿
长穗马先蒿（学名：Pedicularis dolichostachya）是列当科马先蒿属的植物，为中国的特有植物。分布在中国大陆的四川等地，生长于海拔3,660米的地区，常生于草地中，目前尚未由人工引种栽培。